# ホジェリオ・ボントリン
ホジェリオ・ボントリン（Rogério Bontorin、1992年4月25日 - ）は、ブラジルの男性総合格闘家。パラナ州アドリアノーポリス出身。ジレ・ヒベイロ・チーム/チーム・ノグチ所属。

## 来歴
家族が営む農場で働き、18歳から喧嘩の延長で総合格闘技のトレーニングを始めた。また、アマチュア時代はボクシングとムエタイの州王者にも輝いた。
2013年4月に、ブラジルのローカルプロモーションGCFでプロ総合格闘技デビューすると1R終盤にリアネイキッドチョークで一本勝ち。その後16年7月まで10連勝を飾る。
2017年10月29日、Grandslam 6で田中路教とバンタム級契約で対戦するも、3Rにリアネイキドチョークによる一本負けとなり、プロ初黒星を喫した。
2018年8月10日、Dana White's Contender Series Brazil 1でグスタヴォ・ガブリエル・シウバと対戦し、リアネイキドチョークで2R一本勝ち。この勝利により、UFCとの契約権を獲得した。

### UFC
2019年2月2日、UFC初出場となったUFC Fight Night: Assunção vs. Moraes 2でフライ級ランキング11位のマゴメド・ビブラトフと対戦し、2-1の判定勝ち。
2019年8月10日、UFC Fight Night: Shevchenko vs. Carmouche 2でフライ級ランキング14位のハウリアン・パイバと対戦し、ドクターストップで1RTKO勝ち。
2020年2月15日、UFC Fight Night: Anderson vs. Błachowicz 2でレイ・ボーグと対戦し、0-3の判定負け。この試合はボーグが体重を作れずフライ級のリミット体重をオーバーしたため、キャッチウエイトで行われた。
2021年3月6日、UFC 259でフライ級ランキング8位のカイ・カラ＝フランスと対戦し、グラウンドで何度もリアネイキドチョークを極めかけるなど試合を優勢に勧めていたが、立ち上がった直後に右ストレートで逆転の1RTKO負けを喫した。
2021年5月15日、UFC 262でフライ級ランキング8位のマット・シュネルと対戦し、3-0の判定勝ち。なお、この試合はボントリンの体重超過により137ポンド契約で行われた。
2021年9月29日、米国アンチドーピング機関（USADA）が5月1日に実施した抜き打ちドーピング検査でボントリンから利尿剤のヒドロクロロチアジド（HCTZ）の陽性反応が出たため、ボントリンは抜き打ちドーピング検査が実施された時に使用していたブラジルの調剤薬局で購入した2つのサプリメントをUSADAに提出し、分析の結果、成分表示ラベルにHCTZが記載されていないにもかかわらず、サプリメント内にHCTZが含まれていた汚染サプリメントであったことが判明した。そのためUSADAはボントリンに1年間の出場停止を短縮し3カ月の出場停止を科した。シュネル戦の試合結果はボントリン勝利からノーコンテストに変更された。
2022年1月15日、UFC on ESPN: Kattar vs. Chikadzeでフライ級ランキング5位のブランドン・ロイバルと対戦し、1-2の判定負け。
2022年6月12日、UFC 275でマネル・ケイプと対戦予定だったが、ボントリンは減量中に腎臓に問題が出たため試合の前日に欠場が決まった。これを最後にUFCを離脱。UFC在籍時の最高ランキングはフライ級7位であった。

### RIZIN
2022年12月31日、RIZIN初出場となるRIZIN.40で元谷友貴と対戦し、2Rに右膝蹴りでKO負けを喫した。
2023年10月1日、RIZIN LANDMARK 6で村元友太郎と対戦し、3R判定勝ち。

## 戦績
| 総合格闘技 戦績 | 総合格闘技 戦績 | 総合格闘技 戦績 | 総合格闘技 戦績 | 総合格闘技 戦績 | 総合格闘技 戦績 | 総合格闘技 戦績 |
| --------------- | --------------- | --------------- | --------------- | --------------- | --------------- | --------------- |
| 23 試合         | (T)KO           | 一本            | 判定            | その他          | 引き分け        | 無効試合        |
| 17 勝           | 3               | 11              | 3               | 0               | 0               | 2               |
| 5 敗            | 2               | 1               | 2               | 0               | 0               | 2               |

| 勝敗 | 対戦相手                                         | 試合結果                                       | 大会名                                      | 開催年月日     |
| ○    | 村元友太郎                                       | 5分3R終了 判定3-0                              | RIZIN LANDMARK 6                            | 2023年10月1日  |
| ×    | 元谷友貴                                         | 2R 2:56 KO（右膝蹴り）                         | RIZIN.40                                    | 2022年12月31日 |
| ×    | ブランドン・ロイバル                             | 5分3R終了 判定1-2                              | UFC on ESPN 32: Kattar vs. Chikadze         | 2022年1月15日  |
| －   | マット・シュネル                                 | ノーコンテスト                                 | UFC 262: Oliveira vs. Chandler              | 2021年5月15日  |
| ×    | カイ・カラ＝フランス                             | 1R 4:55 KO（右ストレート）                     | UFC 259: Błachowicz vs. Adesanya            | 2021年3月6日   |
| ×    | レイ・ボーグ                                     | 5分3R終了 判定0-3                              | UFC Fight Night: Anderson vs. Błachowicz 2  | 2020年2月15日  |
| ○    | ハウリアン・パイバ                               | 1R 2:56 TKO（ドクターストップ）                | UFC Fight Night: Shevchenko vs. Carmouche 2 | 2019年8月10日  |
| ○    | マゴメド・ビブラトフ                             | 5分3R終了 判定2-1                              | UFC Fight Night: Assunção vs. Moraes 2      | 2019年2月2日   |
| ○    | グスタヴォ・ガブリエル・シウバ                   | 2R 4:37 リアネイキドチョーク                   | Dana White's Contender Series Brazil 1      | 2018年8月10日  |
| ○    | パウロ・セザール・カルドソ                       | 3R 2:46 TKO（肘打ち連打）                      | Imortal FC 8                                | 2018年4月7日   |
| ×    | 田中路教                                         | 3R 2:27 リアネイキドチョーク                   | Grandslam 6                                 | 2017年10月29日 |
| ○    | リルデシ・リマ・ディアス                         | 1R 0:48 TKO（右フック→パウンド）               | Katana Fight: Gold Edition                  | 2017年8月5日   |
| ○    | ジョン・オリバー                                 | 1R 3:00 リアネイキドチョーク                   | Brave 3: Battle in Brazil                   | 2017年3月18日  |
| －   | 春日井健士                                       | 1R 2:19 ノーコンテスト（ボントリンの体重超過） | PANCRASE 283                                | 2016年12月18日 |
| ○    | クリスティアーノ・ソウザ                         | 1R 2:05 腕ひしぎ十字固め                       | Imortal FC 5                                | 2016年7月23日  |
| ○    | イヴォネイ・プリドニク                           | 2R 1:06 腕ひしぎ十字固め                       | Imortal FC 5                                | 2016年7月23日  |
| ○    | イスラエル・シウバ・リマ                         | 1R 1:20 ヒールフック                           | XFC International 11                        | 2015年9月19日  |
| ○    | カーリソン・ディエゴ・オリベイラ・ドス・サントス | 2R 4:06 リアネイキドチョーク                   | Curitiba Fight Pro 3                        | 2015年5月17日  |
| ○    | ジェニウソン・ラセルダ                           | 1R 1:27 リアネイキドチョーク                   | Striker's House Cup 38                      | 2014年6月28日  |
| ○    | ジェファーソン・ギエルメ・ペレイラ               | 1R 3:51 リアネイキドチョーク                   | Power Fight Extreme 11                      | 2014年5月17日  |
| ○    | カルロス・ドゥ・アマラル                         | 1R リアネイキドチョーク                        | Curitiba Fight Pro                          | 2014年2月22日  |
| ○    | ジョナサン・イナシオ                             | 5分3R終了 判定3-0                              | Gladiator Combat Fight 3                    | 2013年8月18日  |
| ○    | クレバーソン・ルイス・カンディド                 | 2R 1:12 リアネイキドチョーク                   | treme Fisiomaq Combat                       | 2013年6月8日   |
| ○    | ジェニウソン・ラセルダ                           | 1R 4:30 リアネイキドチョーク                   | Gladiator Combat Fight                      | 2013年4月6日   |

## 表彰
- ブラジリアン柔術 (黒帯)